# Lijst van spelers van Western Sydney Wanderers
Deze lijst omvat voetballers die bij de Australische voetbalclub Western Sydney Wanderers spelen of gespeeld hebben. De spelers zijn alfabetisch gerangschikt.

## A
- Mohamed Adam
- Seyi Adeleke
- Alberto Aguilar
- Daniel Alessi
- Terry Antonis
- Kwabena Appiah-Kubi
- Jonathan Aspropotamitis

## B
- Keanu Baccus
- Kearyn Baccus
- Alexander Baumjohann
- Michael Beauchamp
- Roly Bonevacia
- Aritz Borda
- Dean Bouzanis
- Mark Bridge
- Kerem Bulut

## C
- Reece Caira
- Marcelo Carrusca
- Romeo Castelen
- Álvaro Cejudo
- Jack Clisby
- Shannon Cole
- Mathieu Cordier
- Robert Cornthwaite
- Ante Čović

## D
- Adam D'Apuzzo
- Shayne D'Cunha
- Dimas Delgado
- Mitchell Duke

## E
- Tarek Elrich

## F
- Nick Fitzgerald
- Alusine Fofanah

## G
- Sam Gallaway
- Giancarlo Gallifuoco
- Daniel Georgievski
- Joey Gibbs
- Antony Golec
- Jack Greenwood
- Ryan Griffiths
- Kosta Grozos
- Andreu Guerao

## H
- Labinot Haliti
- Brendan Hamill
- Dean Heffernan
- Chris Herd
- Youssouf Hersi

## I
- Chris Ikonomidis

## J
- Scott Jamieson
- Vedran Janjetović
- Tomi Jurić
- Matthew Jurman

## K
- Nick Kalmar
- Bruce Kamau
- Dino Kresinger
- Jumpei Kusukami
- Steve Kuzmanovski

## L
- Iacopo La Rocca
- Raúl Llorente
- Daniel Lopar
- Steven Lustica

## M
- Josh MacDonald
- Rashid Mahazi
- Radosław Majewski
- Abraham Majok
- Nicolás Martínez
- Dylan McGowan
- Golgol Mebrahtu
- Alexander Meier
- Jacob Melling
- Tahj Minniecon
- Fabian Monge
- Aaron Mooy
- Tass Mourdoukoutas
- Daniel Mullen

## N
- Scott Neville
- Mitch Nichols
- Danijel Nizic

## O
- Jordan O'Doherty
- Shinji Ono

## P
- Jacob Pepper
- Yianni Perkatis
- Bruno Piñatares
- Federico Piovaccari
- Jérôme Polenz
- Mateo Poljak

## R
- Liam Reddy
- Andrew Redmayne
- Oriol Riera
- Josh Risdon
- Nikita Rukavytsya
- Tate Russell

## S
- Vítor Saba
- Brendon Santalab
- Pirmin Schwegler
- Lachlan Scott
- Mario Shabow
- Matt Sim
- Jaushua Sotirio
- Matthew Špiranović
- Nick Sullivan
- Nick Suman

## T
- Yojiro Takahagi
- Yusuke Tanaka
- Michael Thwaite
- Marc Tokich
- Ruon Tongyik
- Nikolai Topor-Stanley
- Michael Trajkovski
- Jason Trifiro
- Jerrad Tyson

## V
- Dario Vidošić
- Rocky Visconte

## W
- Nick Ward
- Daniel Wilmering

## Y
- Kwame Yeboah
- Liam Youlley

## Z
- Patrick Ziegler
- Stefan Zinni